# Quintus Opimius
Quintus Opimius est un homme politique romain du IIe siècle av. J.-C.
En 154 av. J.-C., il est élu consul avec Lucius Postumius Albinus.
Selon Polybe, il interviendra militairement en 154 av. J.-C. à la suite de l'appel des Massaliotes en conséquence du siège de Nice en 155 av. J.-C. par les ligures Oxybiens et Déciates. Cette victoire conduit au désarmement des populations rebelles et à la remise chaque année, d'otages à la cité de Massilia.
Son fils Lucius Opimius est consul en 121 av. J.-C.